# Tangens hyperbolicus und Kotangens hyperbolicus

Graph des Tangens hyperbolicus

Graph des Kotangens hyperbolicus

Tangens hyperbolicus und Kotangens hyperbolicus sind Hyperbelfunktionen. Man nennt sie auch Hyperbeltangens oder hyperbolischen Tangens bzw. Hyperbelkotangens oder hyperbolischen Kotangens.

## Schreibweisen
| Tangens hyperbolicus:   | {\displaystyle y=\tanh x} |
| Kotangens hyperbolicus: | {\displaystyle y=\coth x} |

## Definitionen
{\displaystyle \tanh x={\frac {\sinh x}{\cosh x}}={\frac {\mathrm {e} ^{x}-\mathrm {e} ^{-x}}{\mathrm {e} ^{x}+\mathrm {e} ^{-x}}}={\frac {\mathrm {e} ^{2x}-1}{\mathrm {e} ^{2x}+1}}=1-{\frac {2}{\mathrm {e} ^{2x}+1}}}
{\displaystyle \coth x={\frac {\cosh x}{\sinh x}}={\frac {\mathrm {e} ^{x}+\mathrm {e} ^{-x}}{\mathrm {e} ^{x}-\mathrm {e} ^{-x}}}={\frac {\mathrm {e} ^{2x}+1}{\mathrm {e} ^{2x}-1}}=1+{\frac {2}{\mathrm {e} ^{2x}-1}}}
Hierbei bezeichnen {\displaystyle \sinh x} und {\displaystyle \cosh x} den Sinus hyperbolicus bzw. Kosinus hyperbolicus.

## Eigenschaften
|                    | Tangens hyperbolicus                                                                                                | Kotangens hyperbolicus                                                                                              |
| ------------------ | --- | --- |
| Definitionsbereich | {\displaystyle -\infty <x<+\infty }                                                                                 | {\displaystyle -\infty <x<+\infty } ; {\displaystyle x\neq 0}                                                       |
| Wertebereich       | {\displaystyle -1<f\left(x\right)<1}                                                                                | {\displaystyle -\infty <f\left(x\right)<-1} ; {\displaystyle 1<f\left(x\right)<+\infty }                            |
| Periodizität       | keine | keine |
| Monotonie          | streng monoton steigend                                                                                             | {\displaystyle x<0} streng monoton fallend {\displaystyle x>0} streng monoton fallend                               |
| Symmetrien         | Punktsymmetrie zum Koordinatenursprung                                                                              | Punktsymmetrie zum Koordinatenursprung                                                                              |
| Asymptoten         | {\displaystyle x\to +\infty \colon f\left(x\right)\to +1} {\displaystyle x\to -\infty \colon f\left(x\right)\to -1} | {\displaystyle x\to +\infty \colon f\left(x\right)\to +1} {\displaystyle x\to -\infty \colon f\left(x\right)\to -1} |
| Nullstellen        | {\displaystyle x=0}                                                                                                 | keine |
| Sprungstellen      | keine | keine |
| Polstellen         | keine | {\displaystyle x=0}                                                                                                 |
| Extrema            | keine | keine |
| Wendepunkte        | {\displaystyle \left(0,0\right)}                                                                                    | keine |

## Spezielle Werte
Der Kotangens hyperbolicus hat zwei Fixpunkte, d. h., es gibt zwei {\displaystyle u\in \mathbb {R} }, sodass
{\displaystyle \coth u=u}.
Sie liegen bei {\displaystyle u_{\pm }=\pm 1{,}19967864\dots } (Folge A085984 in OEIS)

## Umkehrfunktionen
Der Tangens hyperbolicus ist eine Bijektion {\displaystyle \tanh \colon \mathbb {R} \rightarrow (-1,1)}. Die Umkehrfunktion nennt man Areatangens hyperbolicus. Sie ist für Zahlen aus dem Intervall {\displaystyle (-1,1)} definiert und nimmt jede reelle Zahl als Wert an.
Sie lässt sich durch den natürlichen Logarithmus ausdrücken:
{\displaystyle \operatorname {artanh} x={\frac {1}{2}}\ln \left({\frac {1+x}{1-x}}\right).}
Für die Umkehrung des Kotangens hyperbolicus gilt:
{\displaystyle \operatorname {arcoth} x={\frac {1}{2}}\ln \left({\frac {x+1}{x-1}}\right)}

## Ableitungen
{\displaystyle {\frac {\mathrm {d} }{\mathrm {d} x}}\tanh x=1-\tanh ^{2}x={\frac {1}{\cosh ^{2}x}}=\operatorname {sech} ^{2}x}
{\displaystyle {\frac {\mathrm {d} }{\mathrm {d} x}}\coth x=1-\coth ^{2}x=-{\frac {1}{\sinh ^{2}x}}=-\operatorname {csch} ^{2}x}
Die {\displaystyle n}-te Ableitung ist gegeben durch
{\displaystyle {\frac {\mathrm {d} ^{n}}{\mathrm {d} z^{n}}}\tanh z={\frac {2^{n+1}\mathrm {e} ^{2z}}{(1+\mathrm {e} ^{2z})^{n+1}}}\sum _{k=0}^{n-1}(-1)^{k}A_{n,k}\,\mathrm {e} ^{2kz}}
mit den Euler-Zahlen An,k. Die Formel für die n-te Ableitung kann hergeleitet werden.
Wichtige Hinweise:
Der Sekans hyperbolicus ist das pythagoräische Gegenstück zum Tangens hyperbolicus:
{\displaystyle \operatorname {sech} (x)={\frac {2\exp(x)}{\exp(2x)+1}}={\sqrt {1-\tanh(x)^{2}}}}
Der Betrag des Kosekans hyperbolicus ist der pythagoräische Vorgänger des Kotangens hyperbolicus:
{\displaystyle |\operatorname {csch} (x)|=\left|{\frac {2\exp(x)}{\exp(2x)-1}}\right|={\sqrt {\coth(x)^{2}-1}}}

## Additionstheorem
Es gilt das Additionstheorem
{\displaystyle \tanh(\alpha +\beta )={\frac {\tanh \alpha +\tanh \beta }{1+\tanh \alpha \,\tanh \beta }}}
analog dazu:
{\displaystyle \coth(\alpha +\beta )={\frac {1+\coth \alpha \,\coth \beta }{\coth \alpha +\coth \beta }}}

## Integrale

### Stammfunktionen der Hyperbelfunktionen
Die Ursprungsstammfunktion des Tangens hyperbolicus ist der natürliche Logarithmus aus dem Kosinus hyperbolicus. Für den Kotangens hyperbolicus kann nur eine Stammfunktion mit einer Polstelle beim Wert {\displaystyle x=0} angegeben werden:
{\displaystyle \int \tanh x\,\mathrm {d} x=\ln \left(\cosh x\right)+C}
{\displaystyle \int \coth x\,\mathrm {d} x=\ln \left(|{\sinh x}|\right)+C}
Die Geschwindigkeit im freien Fall bezüglich der Zeit wird durch die Funktion des Tangens hyperbolicus beschrieben. Die Ursprungsstammfunktion des Tangens hyperbolicus beschreibt im freien Fall eines Objektes den Zeit-Ort-Verlauf. Denn der Weg ist grundsätzlich das Integral der Geschwindigkeit bezüglich der Zeit. Und diese Ursprungsstammfunktion des Tangens hyperbolicus ist der Logarithmus naturalis aus dem Kosinus hyperbolicus. Dementsprechend wird die Beschleunigung im freien Fall bezüglich der Zeit durch das Quadrat des Sekans hyperbolicus beschrieben. Denn die Beschleunigung ist die Ableitung der Geschwindigkeit bezüglich der Zeit. Und das Quadrat des Sekans hyperbolicus ist die Ableitung des Tangens hyperbolicus. Durch Involvierung des Widerstandsbeiwertes ergibt sich diese Differentialgleichung, die auf nachfolgende Weise gelöst wird:
{\displaystyle a(t)={\frac {d}{dt}}v(t)=g-{\frac {c_{W}\,\rho _{\text{Luft}}\,A}{2\,m_{\text{Obj}}}}\,v(t)^{2}}
{\displaystyle v(t)={\sqrt {\frac {2\,m_{\text{Obj}}\,g}{c_{W}\,\rho _{\text{Luft}}\,A}}}\,\tanh \left({\sqrt {\frac {c_{W}\,\rho _{\text{Luft}}\,A\,g}{2\,m_{\text{Obj}}}}}\,\,t\right)}
{\displaystyle s(t)=\int _{0}^{t}v(t')dt'={\frac {2\,m_{\text{Obj}}}{c_{W}\,\rho _{\text{Luft}}\,A}}\ln \left[\cosh \left({\sqrt {\frac {c_{W}\,\rho _{\text{Luft}}\,A\,g}{2\,m_{\text{Obj}}}}}\,\,t\right)\right]}
{\displaystyle a(t)=g\,\operatorname {sech} \left({\sqrt {\frac {c_{W}\,\rho _{\text{Luft}}\,A\,g}{2\,m_{\text{Obj}}}}}\,\,t\right)^{2}}

### Tangens hyperbolicus cardinalis
Wenn der Tangens hyperbolicus durch die identische Funktion geteilt wird, dann wird der Tangens hyperbolicus cardinalis {\displaystyle \tanh(x)/x} gebildet. Das Integral von Null bis Unendlich von dieser Funktion divergiert ins Unendliche. Aber das Integral vom Quadrat des Tangens hyperbolicus cardinalis konvergiert und nimmt einen konkreten Wert an. Das Integral vom Kubus des Tangens hyperbolicus cardinalis konvergiert ebenso:
{\displaystyle \int _{0}^{\infty }{\frac {1}{x^{2}}}\operatorname {tanh} (x)^{2}\,\mathrm {d} x={\frac {14}{\pi ^{2}}}\,\zeta (3)}
{\displaystyle \int _{0}^{\infty }{\frac {1}{x^{3}}}\operatorname {tanh} (x)^{3}\,\mathrm {d} x={\frac {186}{\pi ^{4}}}\,\zeta (5)-{\frac {7}{\pi ^{2}}}\,\zeta (3)}

## Weitere Darstellungen

### Summenreihen für tanh und coth
{\displaystyle \tanh x=\operatorname {sgn} x\left[1+\sum _{k=1}^{\infty }(-1)^{k}\,2\,\mathrm {e} ^{-2k|x|}\right]}
{\displaystyle \tanh x=\sum _{k=0}^{\infty }{\frac {8x}{(2k+1)^{2}\pi ^{2}+4x^{2}}}}
{\displaystyle \mathrm {L} _{\mathrm {LV} }(x)=\coth(x)-{\frac {1}{x}}=\sum _{k=1}^{\infty }{\frac {2x}{k^{2}\pi ^{2}+x^{2}}}}
Diese Funktion wird Langevin-Funktion genannt.
Deswegen gilt beispielsweise diese unendliche Summe:
{\displaystyle \sum _{n=1}^{\infty }{\frac {1}{n^{2}+1}}={\frac {\pi }{2}}\coth(\pi )-{\frac {1}{2}}\approx 1{,}07667404746858117413405079475}
Die Taylorreihe des Tangens hyperbolicus lautet:
{\displaystyle \tanh x=\sum _{n=1}^{\infty }{\frac {2^{2n}(2^{2n}-1)}{(2n)!}}\cdot B_{2n}\cdot x^{2n-1}=\sum _{n=1}^{\infty }(-1)^{n+1}\cdot {\frac {2^{2n+1}}{\pi ^{2n}}}\cdot \lambda (2n)\cdot x^{2n-1}=x-{\frac {1}{3}}x^{3}+{\frac {2}{15}}x^{5}-{\frac {17}{315}}x^{7}+\cdots }
Hierbei steht {\displaystyle B} für die Bernoulli-Zahlen und λ(n) für die Dirichletsche Lambdafunktion. Der Konvergenzradius dieser Reihe ist π/2.
Die Taylorreihe der Differenz von Kotangens hyperbolicus und Kehrwertfunktion lautet:
{\displaystyle \mathrm {L} _{\mathrm {LV} }(x)=\coth x-{\frac {1}{x}}=\sum _{n=1}^{\infty }(-1)^{n+1}\cdot {\frac {2}{\pi ^{2n}}}\cdot \zeta (2n)\cdot x^{2n-1}={\frac {1}{3}}x-{\frac {1}{45}}x^{3}+{\frac {2}{945}}x^{5}-{\frac {1}{4725}}x^{7}+\cdots }
Dabei steht ζ(n) für die Riemannsche Zetafunktion. Der Konvergenzradius dieser Reihe ist π.

### Kettenbruchdarstellung
Johann Heinrich Lambert zeigte folgende Formel:
{\displaystyle \tanh x={\frac {x}{1+{\cfrac {x^{2}}{3+{\cfrac {x^{2}}{5+\ldots }}}}}}}

## Numerische Berechnung
Grundsätzlich kann der Tangens hyperbolicus über die bekannte Formel
{\displaystyle \tanh x={\frac {\mathrm {e} ^{2x}-1}{\mathrm {e} ^{2x}+1}}}
berechnet werden, wenn die Exponentialfunktion {\displaystyle {e}^{x}} zur Verfügung steht. Es gibt jedoch folgende Probleme:
- Große positive Operanden lösen einen Überlauf aus, obwohl das Endergebnis immer darstellbar ist.
- Für Operanden nahe an 0 kommt es zu einer numerischen Auslöschung, womit das Ergebnis ungenau wird.

Fall 1: {\displaystyle x} ist eine große positive Zahl mit {\displaystyle {x}>k\cdot {\frac {\ln 10}{2}}}:
{\displaystyle \tanh x=+1},
wobei {\displaystyle k} die Anzahl der signifikanten Dezimalziffern des verwendeten Zahlentyps ist, was zum Beispiel beim 64-Bit-Gleitkommatyp double 16 ist.
Fall 2: {\displaystyle x} ist eine kleine negative Zahl mit {\displaystyle {x}<-k\cdot {\frac {\ln 10}{2}}}:
{\displaystyle \tanh x=-1}
Fall 3: {\displaystyle x} ist nahe an 0, z. B. für {\displaystyle -0{,}1<x<+0{,}1}:
{\displaystyle \tanh x={\frac {\sinh x}{\mathrm {e} ^{x}-\sinh x}}}
{\displaystyle \sinh x} lässt sich hier über die Taylorreihe {\displaystyle \sinh x=x+{\frac {x^{3}}{3!}}+{\frac {x^{5}}{5!}}+{\frac {x^{7}}{7!}}+\dots } sehr genau berechnen.
Fall 4: Alle übrigen {\displaystyle x}:
{\displaystyle \tanh x={\frac {\mathrm {e} ^{2x}-1}{\mathrm {e} ^{2x}+1}}}

## Differentialgleichung
{\displaystyle \tanh } löst folgende Differentialgleichungen:
{\displaystyle f^{\prime }=1-f^{2}} oder
{\displaystyle {\frac {1}{2}}f^{\prime \prime }=f^{3}-f=f(f^{2}-1)}
mit {\displaystyle f(0)=0} und {\displaystyle f^{\prime }(\infty )=0}

## Komplexe Argumente
{\displaystyle \tanh(x+i\,y)={\frac {\sinh(2x)}{\cosh(2x)+\cos(2y)}}+i\,{\frac {\sin(2y)}{\cosh(2x)+\cos(2y)}}}
{\displaystyle \tanh(i\,y)=i\,\tan y}
{\displaystyle \coth(x+i\,y)={\frac {\sinh(2x)}{\cosh(2x)-\cos(2y)}}+i\,{\frac {-\sin(2y)}{\cosh(2x)-\cos(2y)}}}
{\displaystyle \coth(i\,y)=-i\,\cot y}

## Reihenentwicklungen

### Lambertsche Summenreihe
Die Lambertschen Reihen beinhalten als Reihensummanden die rationalen Brüche aus den Potenzen mit exponentiellem Wuchs in Relation zum Summenindex. Die Lambertsche L-Funktion ist wie folgt definiert:
{\displaystyle L_{LB}(w)=\sum _{n=1}^{\infty }{\frac {w^{n}}{1-w^{n}}}}
Diese Kürzel wurden verwendet, damit diese Lambertsche Funktion nicht mit der Langevinschen Funktion in diesem Artikel weiter oben verwechselt wird.
Für die Hyperbelfunktionen gelten wie oben genannt diese beiden Formeln:
{\displaystyle \mathrm {coth} (x)={\frac {\exp(2x)+1}{\exp(2x)-1}}}
{\displaystyle \mathrm {tanh} (x)={\frac {\exp(2x)-1}{\exp(2x)+1}}}
Die Summenreihen des Kotangens hyperbolicus und des Tangens hyperbolicus ergeben die Lambertschen L-Funktionswerte:
{\displaystyle \sum _{n=1}^{\infty }{\bigl [}\mathrm {coth} (mn)-1{\bigr ]}=\sum _{n=1}^{\infty }{\frac {2}{\exp(2mn)-1}}=2\sum _{n=1}^{\infty }{\frac {\exp(-2mn)}{1-\exp(-2mn)}}=2L_{LB}{\bigl [}\exp(-2m){\bigr ]}}
Mit Hilfe der dritten binomischen Formel lässt sich folgende weitere Formel hervorbringen:
{\displaystyle \sum _{n=1}^{\infty }{\bigl [}1-\mathrm {tanh} (mn){\bigr ]}=\sum _{n=1}^{\infty }{\frac {2}{\exp(2mn)+1}}=}
{\displaystyle =2{\biggl [}\sum _{n=1}^{\infty }{\frac {\exp(-2mn)}{1-\exp(-2mn)}}{\biggr ]}-4{\biggl [}\sum _{n=1}^{\infty }{\frac {\exp(-4mn)}{1-\exp(-4mn)}}{\biggr ]}=2L_{LB}{\bigl [}\exp(-2m){\bigr ]}-4L_{LB}{\bigl [}\exp(-4m){\bigr ]}}
Die Erdős-Borwein-Konstante entsteht aus folgender Summe mit dem Kotangens hyperbolicus:
{\displaystyle \sum _{n=1}^{\infty }\left\{\mathrm {coth} \left[{\frac {1}{2}}\ln(2)n\right]-1\right\}=2L_{LB}\left({\frac {1}{2}}\right)=2E}
Dabei hat die Erdös-Borwein-Konstante diese ersten dezimalen Nachkommastellen:
{\displaystyle E=\sum _{n=1}^{\infty }{\frac {1}{2^{n}-1}}=1{,}60669{\text{ }}51524{\text{ }}15291{\text{ }}76378{\text{ }}\dots } (Folge A065442 in OEIS)
Die unendliche Summe der Kehrwerte der Mersenne-Zahlen ergibt die genannte Konstante.

### Elliptische Produktreihe
Wenn Produktreihen aus dem Tangens hyperbolicus mit linearem Verlauf des inneren Eintrags bezüglich des Summenindex aufgestellt werden, dann entstehen elliptische Funktionswerte. Im Folgenden wird eine für alle elliptischen Moduln beziehungsweise numerischen Exzentrizitäten {\displaystyle (-1\leq \varepsilon \leq 1)\,\cap \,\varepsilon \in \mathbb {R} } gültige Formel aufgestellt, die in Abhängigkeit vom Modul {\displaystyle \varepsilon } ein algebraisches Resultat ergibt:
{\displaystyle \prod _{n=1}^{\infty }\mathrm {tanh} {\biggl [}{\frac {\pi }{2}}\,(2n-1)\,{\frac {K'(\varepsilon )}{K(\varepsilon )}}{\biggr ]}=\prod _{n=1}^{\infty }{\frac {1-q(\varepsilon )^{2n-1}}{1+q(\varepsilon )^{2n-1}}}={\biggl \{}{\frac {\vartheta _{01}[q(\varepsilon )]}{\vartheta _{00}[q(\varepsilon )]}}{\biggr \}}^{1/2}={\sqrt[{8}]{1-\varepsilon ^{2}}}}
Denn die Jacobischen Thetafunktionen {\displaystyle \vartheta _{01}} und {\displaystyle \vartheta _{00}} haben folgende Produktreihen:
{\displaystyle \vartheta _{01}(w)=\prod _{n=1}^{\infty }(1-w^{2n})(1-w^{2n-1})^{2}}
{\displaystyle \vartheta _{00}(w)=\prod _{n=1}^{\infty }(1-w^{2n})(1+w^{2n-1})^{2}}
Die Mathematiker Edmund Taylor Whittaker und George Neville Watson schrieben diese Produktidentitäten in ihrem gemeinsamen Werk A Course in Modern Analysis nieder. Das Elliptische Nomen {\displaystyle q(\varepsilon )} hat diese Definition:
{\displaystyle q(\varepsilon )=\exp {\bigl [}-\pi \,K'(\varepsilon )\div K(\varepsilon ){\bigr ]}}
Diese Formel wurde bei der zuvor genannten Gleichungskette hervorgebracht:
{\displaystyle \prod _{n=1}^{\infty }\mathrm {tanh} \left[{\frac {\pi }{2}}\,(2n-1)\,{\frac {K'(\varepsilon )}{K(\varepsilon )}}\right]={\sqrt[{8}]{1-\varepsilon ^{2}}}}
Nun werden einige Werte in diese Gleichungen eingesetzt:
| Modulwerte {\displaystyle \varepsilon }                                                   | Resultierende Tangens-hyperbolicus-Gleichungen |
| ----------------------------------------------------------------------------------------- | --- |
| {\displaystyle \varepsilon ={\tfrac {1}{2}}{\sqrt {2}}}                                   | {\displaystyle \prod _{n=1}^{\infty }\mathrm {tanh} {\biggl [}{\frac {\pi }{2}}\,(2n-1){\biggr ]}=2^{-1/8}}                                                                      |
| {\displaystyle \varepsilon ={\sqrt {2}}-1}                                                | {\displaystyle \prod _{n=1}^{\infty }\mathrm {tanh} {\biggl [}{\frac {\pi }{2}}{\sqrt {2}}\,(2n-1){\biggr ]}=(2{\sqrt {2}}-2)^{1/8}}                                             |
| {\displaystyle \varepsilon =\sin({\tfrac {1}{12}}\pi )}                                   | {\displaystyle \prod _{n=1}^{\infty }\mathrm {tanh} {\biggl [}{\frac {\pi }{2}}{\sqrt {3}}\,(2n-1){\biggr ]}=\cos({\tfrac {1}{12}}\pi )^{1/4}}                                   |
| {\displaystyle \varepsilon =({\sqrt {2}}-1)^{2}}                                          | {\displaystyle \prod _{n=1}^{\infty }\mathrm {tanh} {\biggl [}\pi \,(2n-1){\biggr ]}=2^{1/16}(2{\sqrt {2}}-2)^{1/4}}                                                             |
| {\displaystyle \varepsilon =\sin {\bigl [}{\tfrac {1}{2}}\arcsin({\sqrt {5}}-2){\bigr ]}} | {\displaystyle \prod _{n=1}^{\infty }\mathrm {tanh} {\biggl [}{\frac {\pi }{2}}{\sqrt {5}}\,(2n-1){\biggr ]}=\cos {\bigl [}{\tfrac {1}{2}}\arcsin({\sqrt {5}}-2){\bigr ]}^{1/4}} |
Mit den Werten der elliptischen Lambda-Stern-Funktion können weitere Werte über genau diese Formel ermittelt werden. Die Werte der Hermiteschen elliptischen Psifunktion erscheinen als Resultate:
| Modulwerte {\displaystyle \varepsilon }       | Resultierende Tangens-hyperbolicus-Gleichungen |
| --------------------------------------------- | --- |
| {\displaystyle \varepsilon =\lambda ^{*}(6)}  | {\displaystyle \prod _{n=1}^{\infty }\mathrm {tanh} {\biggl [}{\frac {\pi }{2}}{\sqrt {6}}\,(2n-1){\biggr ]}=\operatorname {sech} {\bigl \{}{\tfrac {1}{2}}\operatorname {arsinh} {\bigl [}({\sqrt {2}}-1)^{2}{\bigr ]}{\bigr \}}^{1/4}}                                                                                |
| {\displaystyle \varepsilon =\lambda ^{*}(7)}  | {\displaystyle \prod _{n=1}^{\infty }\mathrm {tanh} {\biggl [}{\frac {\pi }{2}}{\sqrt {7}}\,(2n-1){\biggr ]}=\cos {\bigl [}{\tfrac {1}{2}}\arcsin({\tfrac {1}{8}}){\bigr ]}^{1/4}} |
| {\displaystyle \varepsilon =\lambda ^{*}(8)}  | {\displaystyle \prod _{n=1}^{\infty }\mathrm {tanh} \left[\pi \,{\sqrt {2}}\,(2n-1)\right]=(2{\sqrt {2}}+2)^{3/16}\left({\sqrt {{\sqrt {2}}+1}}-1\right)^{1/2}} |
| {\displaystyle \varepsilon =\lambda ^{*}(9)}  | {\displaystyle \prod _{n=1}^{\infty }\mathrm {tanh} {\biggl [}{\frac {3\pi }{2}}(2n-1){\biggr ]}={\tfrac {1}{4}}{\sqrt[{8}]{32}}\,({\sqrt[{4}]{12}}+{\sqrt {3}}-1)} |
| {\displaystyle \varepsilon =\lambda ^{*}(10)} | {\displaystyle \prod _{n=1}^{\infty }\mathrm {tanh} {\biggl [}{\frac {\pi }{2}}{\sqrt {10}}\,(2n-1){\biggr ]}=\operatorname {sech} {\bigl \{}{\tfrac {1}{2}}\operatorname {arsinh} {\bigl [}({\sqrt {5}}-2)^{2}{\bigr ]}{\bigr \}}^{1/4}}                                                                               |
| {\displaystyle \varepsilon =\lambda ^{*}(11)} | {\displaystyle \prod _{n=1}^{\infty }\mathrm {tanh} {\biggl [}{\frac {\pi }{2}}{\sqrt {11}}\,(2n-1){\biggr ]}=2^{-7/8}{\bigl (}{\sqrt {11}}-3{\bigr )}^{1/4}\left({\tfrac {1}{3}}{\sqrt[{3}]{6{\sqrt {3}}+2{\sqrt {11}}}}-{\tfrac {1}{3}}{\sqrt[{3}]{6{\sqrt {3}}-2{\sqrt {11}}}}+{\tfrac {1}{3}}{\sqrt {11}}+1\right)} |
| {\displaystyle \varepsilon =\lambda ^{*}(12)} | {\displaystyle \prod _{n=1}^{\infty }\mathrm {tanh} {\biggl [}\pi \,{\sqrt {3}}\,(2n-1){\biggr ]}={\sqrt[{8}]{1-\tan({\tfrac {1}{24}}\pi )^{4}}}} |
| {\displaystyle \varepsilon =\lambda ^{*}(13)} | {\displaystyle \prod _{n=1}^{\infty }\mathrm {tanh} {\biggl [}{\frac {\pi }{2}}{\sqrt {13}}\,(2n-1){\biggr ]}=\cos {\bigl [}{\tfrac {1}{2}}\arcsin(5{\sqrt {13}}-18){\bigr ]}^{1/4}} |

## Anwendungen in der Physik
- Tangens und Kotangens hyperbolicus können benutzt werden, um die zeitliche Abhängigkeit der Geschwindigkeit beim Fall mit Luftwiderstand oder auch beim Wurf nach unten zu beschreiben, wenn für den Strömungswiderstand eine turbulente Strömung angesetzt wird (Newton-Reibung). Das Koordinatensystem werde so gelegt, dass die Ortsachse nach oben zeigt. Für die Geschwindigkeit gilt dann eine Differenzialgleichung der Form {\displaystyle {\dot {v}}=-g+kv^{2}} mit der Schwerebeschleunigung g und einer Konstanten k > 0 mit der Einheit 1/m. Es gibt dann immer eine Grenzgeschwindigkeit {\displaystyle v_{\mathrm {g} }=-{\sqrt {\frac {g}{k}}}<0}, die für {\displaystyle t\to \infty } erreicht wird, und es gilt:
  - beim Fall oder Wurf nach unten mit einer Anfangsgeschwindigkeit kleiner als die Grenzgeschwindigkeit: {\displaystyle v(t)=v_{\mathrm {g} }\cdot \tanh \left({\sqrt {gk}}t+c\right)} mit {\displaystyle c=\operatorname {artanh} {\frac {v(0)}{v_{\mathrm {g} }}}\geq 0}
  - beim Wurf nach unten mit einer Anfangsgeschwindigkeit größer als die Grenzgeschwindigkeit: {\displaystyle v(t)=v_{\mathrm {g} }\cdot \coth \left({\sqrt {gk}}t+c\right)} mit {\displaystyle c=\operatorname {arcoth} {\frac {v(0)}{v_{\mathrm {g} }}}>0}

- In der Speziellen Relativitätstheorie ist der Zusammenhang zwischen Geschwindigkeit v und Rapidität {\displaystyle \theta } gegeben durch {\displaystyle v=c\cdot \tanh \theta } mit der Lichtgeschwindigkeit c.

- Der Tangens hyperbolicus beschreibt ferner die thermische Besetzung eines Zwei-Zustands-Systems in der Quantenmechanik: Ist n die gesamte Besetzung der beiden Zustände und E ihr Energie-Unterschied, so ergibt sich für die Differenz der Besetzungszahlen {\displaystyle \delta n=n\cdot \tanh {\frac {E}{2k_{\mathrm {B} }T}}}, wobei {\displaystyle k_{\mathrm {B} }} die Boltzmann-Konstante und T die absolute Temperatur ist.

- Wichtig für die Beschreibung der Magnetisierung eines Paramagneten ist die Brillouin-Funktion:

{\displaystyle B_{J}(x)={\frac {1}{J}}\left[\left(J+{\frac {1}{2}}\right)\coth \left(J\,x+{\frac {x}{2}}\right)-{\frac {1}{2}}\coth {\frac {x}{2}}\right]}
- Der Kotangens hyperbolicus tritt auch in der Kosmologie auf: Die zeitliche Entwicklung des Hubble-Parameters in einem flachen Universum, das im Wesentlichen nur Materie und Dunkle Energie enthält (was ein gutes Modell für unser tatsächliches Universum ist), wird beschrieben durch {\displaystyle H(t)=H_{g}\coth {\frac {t}{t_{ch}}}}, wobei {\displaystyle t_{ch}={\frac {2}{3H_{g}}}} eine charakteristische Zeitskala ist und {\displaystyle H_{g}={\sqrt {\Omega _{\Lambda ,0}}}H_{0}} der Grenzwert des Hubble-Parameters für {\displaystyle t\to \infty } ist ({\displaystyle H_{0}} ist dabei der heutige Wert des Hubble-Parameters, {\displaystyle \Omega _{\Lambda ,0}} der Dichteparameter für die Dunkle Energie). (Dieses Ergebnis ergibt sich leicht aus dem zeitlichen Verhalten des Skalenparameters, das aus den Friedmann-Gleichungen abgeleitet werden kann.) Bei der Zeitabhängigkeit des Dichteparameters der Dunklen Energie tritt dagegen der Tangens hyperbolicus auf: {\displaystyle \Omega _{\Lambda }(t)=\tanh ^{2}(t/t_{ch})}.